# ガールガイドスリランカ連盟
ガールガイドスリランカ連盟（The Sri Lanka Girl Guides Association、SLGGA）は、1917年に設立されたスリランカのガールガイド（ガールスカウト）組織で、1951年には正式に「ガールガイド・ガールスカウト世界連盟（WAGGGS）」に加盟している。加盟者数は23,133名（2003年現在）。